# Райович, Саня
Саня Райович (серб. Sanja Rajović / Санја Рајовић; род. 18 мая 1981, Аранджеловац) — сербская гандболистка, линейная хорватского клуба «Локомотива» (Загреб) и сборной Сербии. Чемпионка Средиземноморских игр 2013 года, серебряный призёр чемпионата мира 2013 года.

## Достижения

### Клубные
- Чемпионка Сербии: 2007, 2013
- Победительница Кубка Сербии: 2013

### В сборной
- Чемпионка Средиземноморских игр 2013
- Серебряный призёр чемпионата мира 2013